# Amapolas
Amapolas är en ort i Mexiko.   Den ligger i kommunen Tlahualilo och delstaten Durango, i den centrala delen av landet, 800 km nordväst om huvudstaden Mexico City. Amapolas ligger 1 154 meter över havet och antalet invånare är 87.
Terrängen runt Amapolas är huvudsakligen mycket platt. Amapolas ligger uppe på en höjd. Runt Amapolas är det mycket glesbefolkat, med 7 invånare per kvadratkilometer. Närmaste större samhälle är Bermejillo, 11,0 km sydväst om Amapolas. Omgivningarna runt Amapolas är i huvudsak ett öppet busklandskap.